# Éloge du voyage à l'usage des autistes et de ceux qui ne le sont pas assez
Éloge du voyage à l'usage des autistes et de ceux qui ne le sont pas assez est un essai autobiographique écrit par Josef Schovanec, paru le 20 mars 2014 aux éditions Plon. 

## Résumé
Josef Schovanec raconte ses nombreux voyages (Éthiopie, Ouzbékistan, Arménie, Iran, Taïwan...) et décrit cette expérience de son point de vue d'adulte autiste, expliquant que les personnes autistes peuvent « ailleurs, se sentir enfin comme les autres » : 

« Le voyage, mieux que nulle autre thérapie, rend obsolètes les traumatismes passés. Vous vous sentez moche ? Peut-être faites vous-même partie avec moi des gens peu favorisés par Dame Nature ? Peu importe. Ce qui passe ici pour un défaut pourra devenir une qualité ailleurs,. »

Il parle de « voyageothérapie », et ne limite pas la description des bienfaits du voyage aux gens autistes.

## Réception
En avril 2014, lors d'un entretien télévisé au Petit Journal de Yann Barthès pour la promotion de ce livre, il invite Ségolène Neuville, la secrétaire d'État chargée des Personnes handicapées, à passer du temps avec des personnes autistes pour mieux se sensibiliser à leur cause.
Dans son blog sur Libération, Armand T., un père d'enfant autiste non-verbal, reproche à Josef Schovanec de desservir les autistes qui ne sont pas « Asperger » ou « de haut niveau » en entretenant l'idée selon laquelle chaque autiste est potentiellement capable de devenir docteur ou de voyager.